# Кубок мільйонів
«Кубок мільйонів» — кубок СРСР з футболу серед команд колективів фізичної культури (КФК). Наймасовіше спортивне змагання в Радянському Союзі.
Кубок проводився в п'ять етапів
- 3 етап — кубки країв, областей, автономних республік
- 4 етап — кубки союзних республік, Москви, Ленінграда
- 5 етап — кубок СРСР

Розігрувався з 1957 по 1979 і з 1989–1991. У період 1962 - 1969 проводився фінал чотирьох.  
Чотири рази перемагали колективи з України: 1961 року "Старт" Чугуїв, у 1966- ЛВВПУ 1967 р. "Сокіл" Львів і у 1990 "Артанія" Очаків.  
Фіналісти: 1960"Старт"Чугуїв 1962` 3мБуревісник Мелітополь, 1963` 3м.Метеор Дніпропетровськ, 1965  2м.ЛВВПУ 1967`(4),1968`(3м).Авангард Вільногірськ. 1970.Цементник Миколаїв Львів. обл. 1971. Кольормет Артемівськ. 1978 Більшовик Київ. 1989 Динамо Одеса.